# Raio delta
Um raio delta é um elétron secundário com energia suficiente para escapar a uma distância significativa do feixe de radiação primário e produzir ionização adicional. O termo é também usado para descrever qualquer partícula de recuo causada pela ionização secundária. A denominação foi cunhada por J. J. Thomson.

## Características

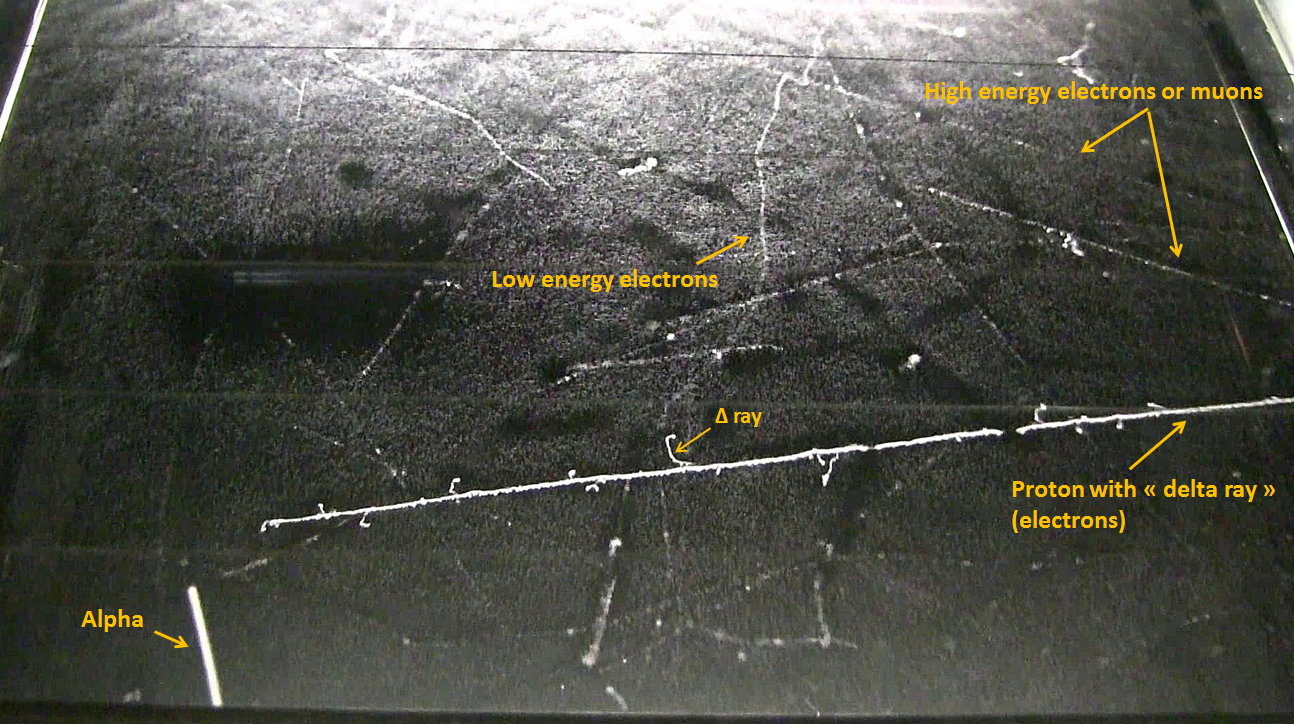
Imagem tirada no Pic du Midi a 2877 m de altitude em uma câmara de nuvem Phywe PJ45 (tamanho da superfície é 45 x 45 cm). Essa imagem mostra as quatro partículas detectáveis em uma câmara de nuvem: próton, elétron, múon (provavelmente) e alfa. Os raios delta são vistos associados à trilha do próton.

Um raio delta é caracterizado por elétrons muito rápidos produzidos em quantidade considerável por partículas alfa ou outras partículas rapidamente carregadas que expulsam os elétrons das órbitas atômicas. Coletivamente, esses elétrons são definidos como radiação delta quando têm energia suficiente para ionizar outros átomos por meio de interações subsequentes por conta própria. Os raios delta aparecem como ramificações na trilha principal de uma câmara de nuvens. Esses ramos aparecem mais perto do início da trilha de uma partícula carregada pesada, onde mais energia é transmitida aos elétrons ionizados.[carece de fontes?]

## Raios delta em aceleradores de partículas

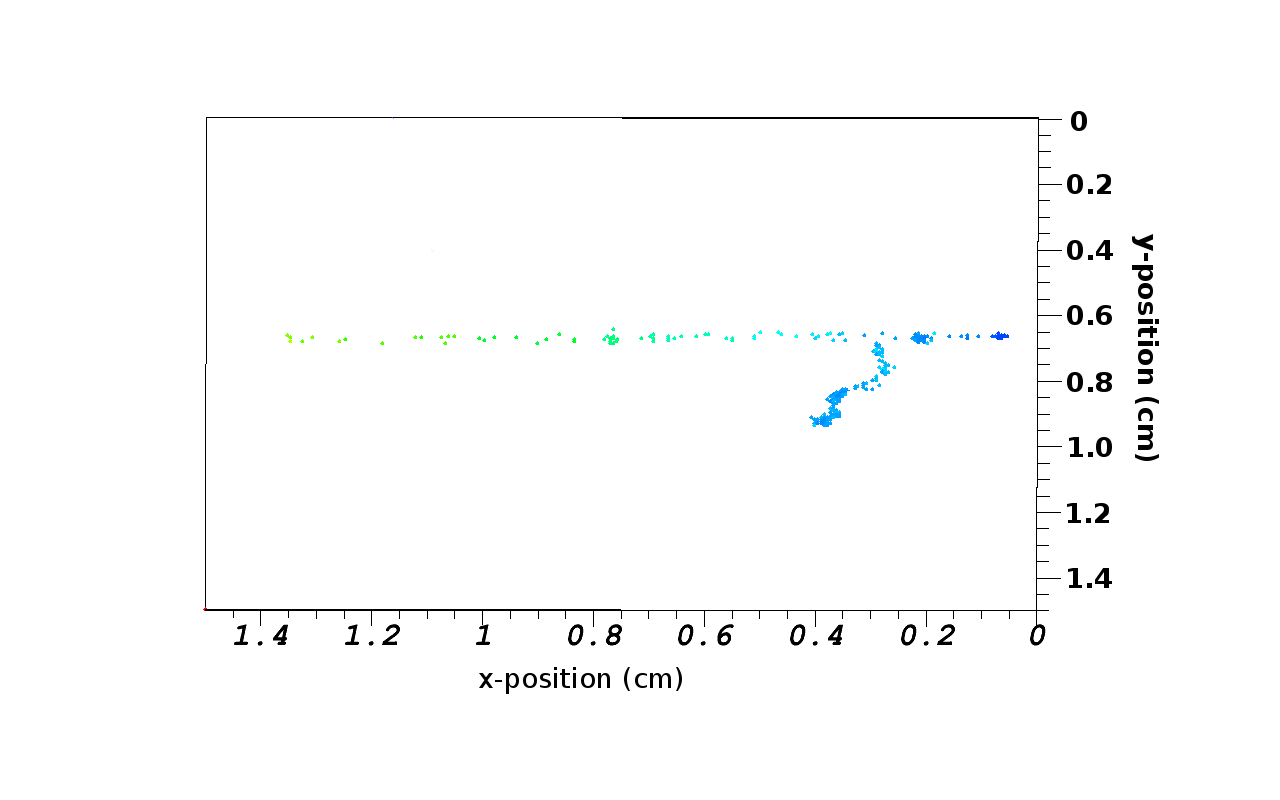
Representação tridimensional de um elétron delta nocauteado por um múon de 180 GeV, medido com um detector GridPix no SPS no CERN. A cor indica a altura.

Também chamado de elétron knock-on, o termo raio delta também é usado na física de alta energia para descrever elétrons únicos em aceleradores de partículas que estejam exibindo desaceleração característica. Em uma câmara de bolhas, os elétrons perdem sua energia mais rapidamente do que outras partículas através da radiação bremsstrahlung e criam uma trilha em espiral devido à sua pequena massa e ao campo magnético. A taxa de emissão bremsstrahlung é proporcional ao quadrado da aceleração do elétron.[carece de fontes?]

## Raio épsilon
Um raio épsilon ou radiação épsilon é um tipo de radiação terciária. Os raios épsilon são uma forma de radiação de partículas e são compostos por elétrons. O termo foi cunhado por J. J. Thomson, mas tem sido usado raramente até 2019.[carece de fontes?]